# توني بارتون
أنتوني إدوارد بارتون (بالإنجليزية: Anthony Edward Barton)‏ الشهير بتوني بارتون (بالإنجليزية: Tony Barton)‏ (و 8 أبريل 1937 – 20 أغسطس 1993) لاعب كرة قدم إنجليزي ومدرب كرة القدم. ولد في ساتون التابعة لمقاطعة ساري، قاد نادي أستون فيلا إلى النجاح و التتويج بكأس أوروبا للأندية البطلة عام 1982، بعد ثلاثة أشهر فقط من توليه المهمة، وأتبع ذلك بكأس السوبر الأوروبية بفوزه على برشلونة في عام 1982.

## إنجازاته
أستون فيلا
- كأس أوروبا للأندية البطلة (1): 1982
  - كأس السوبر الأوروبي (1): 1982

## روابط خارجية
- توني بارتون على موقع قاعدة بيانات كرة القدم.إي يو (الإنجليزية)
- توني بارتون على موقع Soccerbase.com (مدرب) (الإنجليزية)